# Quintus Sulpicius Camerinus Cornutus (consul en -490)
Pour les articles homonymes, voir Sulpicius Camerinus.
Quintus Sulpicius Camerinus Cornutus est un homme politique romain du Ve siècle av. J.-C., consul en 490 av. J.-C.

## Famille
Il est membre des Sulpicii Camerini, branche de la gens des Sulpicii. Il est peut-être le fils de Servius Sulpicius Camerinus Cornutus, consul en 500 av. J.-C., et le père de Servius Sulpicius Camerinus Cornutus, consul en 461 av. J.-C. et décemvir en 451 av. J.-C.

## Biographie
Il devient consul en 490 av. J.-C. aux côtés de Spurius Larcius Flavius. Tite-Live, dans son Histoire romaine, ne le cite pas.
Denys d'Halicarnasse situe l'épisode de Latinius cette année-là. Selon la légende, Jupiter serait apparu plusieurs fois en songe à Titus Latinius, simple plébéien, pour protester contre un incident survenu durant les Ludi magni, organisés peu avant. Lors des jeux, un chef de famille a traversé le Circus Flaminius avant l'entrée de la procession pour amener un de ses esclaves au supplice,. Ces avertissements sont d'abord ignorés par Latinius, provoquant le courroux de Jupiter qui le frappe de paralysie et fait tuer son fils. Titus Larcinius guérit miraculeusement de la paralysie lorsqu'il se décide enfin à prévenir les consuls,. Tite-Live fait remonter l'épisode à l'année précédente,.
En 488, Cornutus fait partie des consulaires envoyés comme ambassadeurs chez les Volsques, auprès de Coriolan,.